# Armandine Mahé
Armandine Mahé, née à Bourgneuf-en-Retz le 13 octobre 1880, et morte le 28 novembre 1968 à Colombes, est une institutrice, couturière et militante anarchiste individualiste puis communiste libertaire française. Avec sa sœur, Anna Mahé et Albert Libertad, elle cofonde le journal L'Anarchie, qu'elle dirige pendant un temps, avant de progressivement se séparer de l'anarchisme individualiste pour rejoindre l'anarcho-communisme.

## Biographie
Armandine Mahé naît le 13 octobre 1880 à Bourgneuf-en-Retz, en Loire-Atlantique. Elle exerce les métiers d'institutrice et de tailleuse pour dames à Nantes simultanément, selon les rapports de police la concernant,. Vers 1903, elle rejoint Paris et se rapproche des cercles anarchistes individualistes, notamment ceux autour du journal L'Anarchie, qu'elle cofonde, avant d'y écrire des articles. Elle aurait peut-être eu un enfant avec Libertad en 1905, nommé Diamant,.
Elle entre cependant en conflit avec les individualistes en leur reprochant de ne pas assez s'intéresser à des problématiques sociales, comme la lutte pour la réduction du temps de travail,. Elle critique aussi ce qu'elle voit comme étant une tendance à se constituer en « aristocratie scientifique »,. Elle et Henry-Pierre Martin, un anarchiste individualiste collaborateur de L'Anarchie, s'opposent alors à Anna Mahé et Albert Libertad au sein du journal, accusant Libertad de prendre les bénéfices du journal,. Après la mort d'Albert Libertad, en 1908, elle prend la direction du journal,, et soutient l'idée qu'il faudrait qu'il soit dirigé de manière collégiale. Elle y déclare :

« L’expérience se fera d’un travail actif sans directeur ni délégué. Libertad, à certaines époques, s’est trouvé affaibli qu’une charge trop lourde pèse sur ses épaules. Sa mort prématurée en est une des conséquences. Pareille situation ne doit pas se reproduire. »

En privé, elle qualifie Libertad d'autoritaire et d'ombrageux. Parallèlement, elle commence à tenter des rapprochements avec les anarcho-communistes, notamment en écrivant à Max Nettlau et en lui demandant de transmettre à Malatesta des nouvelles de la situation du journal ; en l'invitant à leur envoyer des personnes disponibles et formées pour y publier. Elle quitte le journal quelques semaines après ces tentatives,, avant d'être remplacée par Jane Morand.
En 1909, Mahé épouse Henry-Pierre Martin, et rédige un texte anti-électoral pour le mouvement anarchiste italien, intitulé Le criminel, où elle associe les votants à des complices des crimes commis par l'État, donc à des criminels,.
En 1912, dans le cadre des recherches policières touchant la bande à Bonnot, Mahé et Martin sont perquisitionnés par la police, qui ne trouve rien de compromettant,. Dans les années qui suivent, elle se détourne progressivement de l'anarchisme individualiste pour rejoindre le communisme libertaire,.
Elle meurt le 28 novembre 1968 à Colombes.

## Liens
- Ressource relative à la vie publique :   - Maitron